# 2017年库车地震
2017年库车地震，是2017年9月16日18时11分发生于新疆维吾尔自治区阿克苏地区库车县的5.7级地震，震源深度6千米，震中位于北纬42.11度，东经83.43度。新疆北部的库尔勒市、伊宁市、石河子市、乌鲁木齐市等多地有震感。此次地震后，新疆地震局启动了四级应急响应。

## 伤亡
目前尚未接到人员伤亡报告，但震区有部分房屋墙壁出现开裂，217国道也出现一处山体落石，抗震安居房则完好无损。具体灾情仍在调查统计中。

## 余震
截至16日20时，共发生余震11次，其中最大余震为3.6级。